# Benny Binion
Lester Ben Binion, detto Benny (Grayson County, 20 novembre 1904 – Las Vegas, 25 dicembre 1989), è stato un imprenditore statunitense.
È conosciuto principalmente per aver fondato il casinò Binion's Horseshoe e per aver creato le World Series of Poker. Nel 1990 è stato inserito nel Poker Hall of Fame.

## Biografia
Benny Binion nasce a Grayson County, un sobborgo di Dallas, nel 1904. All'età di 17 anni si trasferisce a El Paso. Lì entra nel giro della distillazione clandestina dell'alcool, attività per la quale viene condannato per due volte. Nel 1928, temendo guai legali peggiori, comincia ad occuparsi di lotterie illegali. In quel periodo commette anche alcuni omicidi, ma viene sempre riconosciuto innocente poiché in tutti i casi gli viene riconosciuta la legittima difesa, tranne in un caso: in rapporto all'omicidio di Frank Bolding viene condannato a due anni di reclusione con sospensione della pena.
Nella seconda metà degli anni quaranta, in seguito ad una violenta battaglia per il controllo del territorio tra la malavita di Dallas e quella di Chicago (spostatasi a Dallas dopo la Seconda Guerra Mondiale), si trasferisce a Las Vegas.
A Las Vegas Binion entra a far parte dei dirigenti del Casinò Las Vegas Club, ma dopo un anno si tira fuori dalla società, a causa di disaccordi sui limiti di puntata. Nel 1951 apre il suo primo casinò: dopo aver acquistato l'edificio del Las Vegas Club lo trasformò nel Westerner Gambling House and Saloon.
Nello stesso anno acquista anche gli edifici dell'Eldorado Club e dell'Apache Hotel, trasformandoli nel Binion Horseshoe Casinò.
Nel 1953 il suo passato criminale torna a farsi sentire: viene arrestato per evasione fiscale in relazione ai suoi "affari" texani. Resta in carcere quattro anni, e deve pagare circa cinque milioni di dollari tra penali e spese legali. Per mettere insieme questa somma è costretto a vendere le sue quote dei suoi casinò, ma nel 1964, con l'aiuto della sua famiglia, riesce a riguadagnare il controllo sulle sue attività. A causa della sua condanna a Binion viene però negata la licenza per il gioco d'azzardo dalla Commissione del Nevada per il gioco d'Azzardo, quindi negli anni a venire risulterà a libro paga unicamente come consulente, lasciando ufficiosamente il controllo delle attività a ai figli Jack e Ted ed alla moglie Teddy Jane. Successivamente anche la figlia Becky assumerà incarichi dirigenziali. Proprio sotto la presidenza di Becky Binion si sono registrati grossi problemi: nel 2004 il Binion's Horseshoe fu messo sotto indagine è successivamente chiuso dall'IRS (il fisco americano), e infine acquisito dalla Harrah's Entertainment. Al momento, sotto la gestione della MTR Gaming Group, ha preso il nome di Binion's Gambling Hall and Hotel.

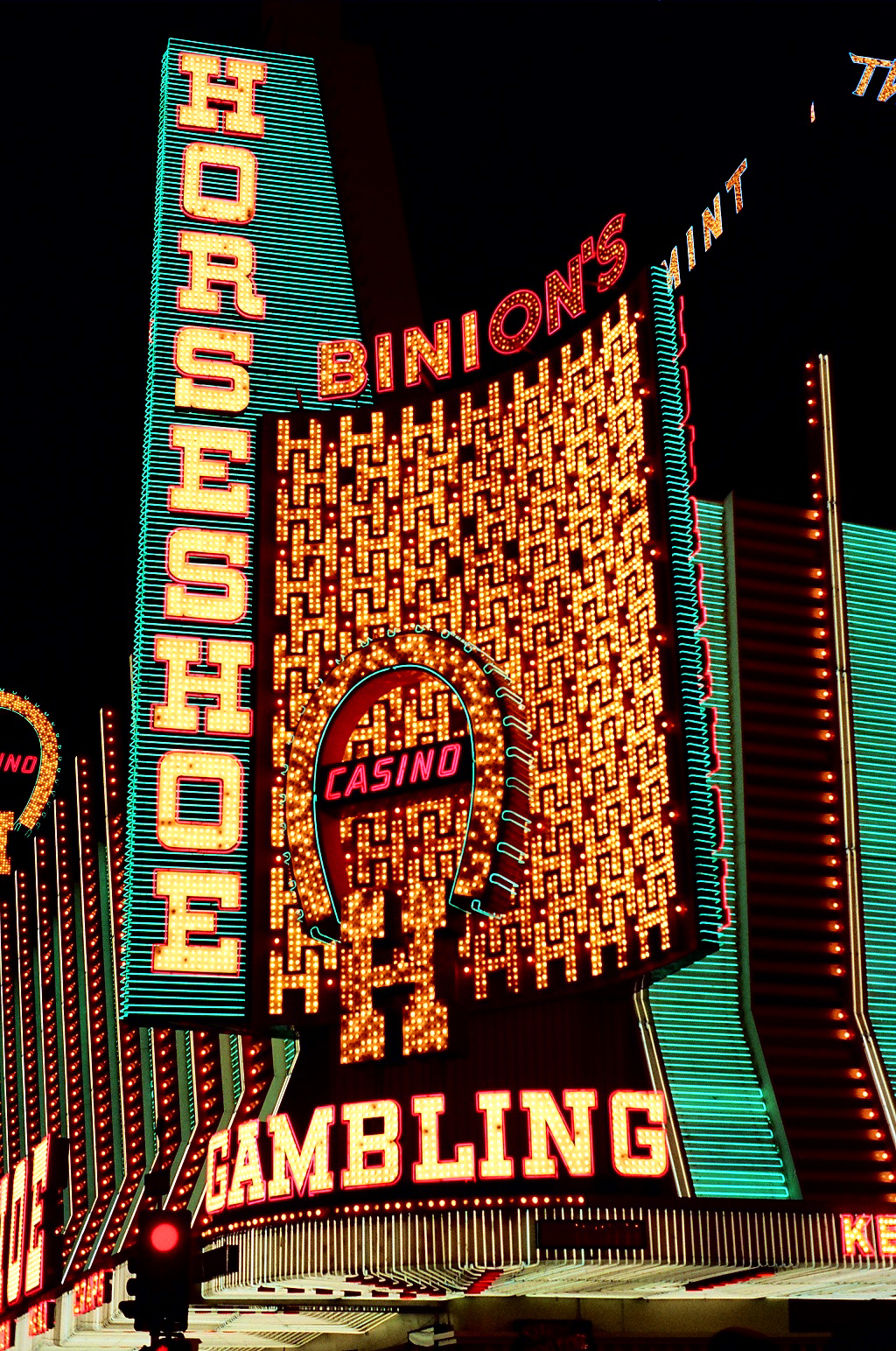
Il casinò Binion's Horseshoe, sede delle prime World Series of Poker (1970)

Binion muore per un attacco di cuore il giorno di Natale del 1989, all'età di 85 anni. Il suo amico, (e giocatore professionista di poker), Amarillo Slim suggerì come epitaffio: "È stato il più cattivo bravo ragazzo o il più buono cattivo ragazzo che io abbia mai conosciuto".

## Le World Series
Nel 1970 Binion organizza nel suo casinò la prima edizione delle World Series of Poker, inaugurando un evento che di lì a qualche anno raggiungerà importanza planetaria.
La prima edizione, che vede la partecipazione di soli sette giocatori, viene vinta da Johnny Moss.
Tutto il mondo del poker riconosce l'importanza di Benny Binion nella storia del poker, al punto da rendergli omaggio con l'ingresso nella Poker Hall of Fame nel 1990.

## Un innovatore a Las Vegas
La famiglia Binion è stata la prima ad introdurre nei propri casinò i giochi di poker, grazie al miglioramento delle misure di sicurezza per prevenire i bari. Benny Binion è considerato un pioniere del "Las Vegas style": fu infatti il primo nella capitale del gioco d'azzardo a posare la moquette sul pavimento dei suo casinò, il primo ad utilizzare le limousine per accompagnare i clienti, il primo ad offrire drink ai giocatori. La sua filosofia "Good food, good whiskey, good gamble" ("Buon cibo, buon whisky, buone scommesse") fu il segreto del successo del suo casinò.